# 路易莎·冈萨雷斯
路易莎·马格达莱娜·冈萨雷斯·阿尔西瓦尔（西班牙語：Luisa Magdalena González Alcivar，1977年11月22日—）是厄瓜多尔政治人物与律师，自2023年起担任公民革命运动主席，并曾为该党派于2023年厄瓜多尔大选和2025年厄瓜多尔大选的总统候选人。她曾于2021年至2023年间担任厄瓜多尔国民议会议员。
冈萨雷斯曾任厄瓜多尔驻西班牙副领事，并于2007至2017年在总统拉斐尔·科雷亚执政时期担任多个政府职务，包括担任公共行政秘书。她在2021年厄瓜多尔立法选举中当选为代表马纳维省的国民议会议员，但由于总统吉列尔莫·拉索在2023年通过“死亡交叉”法令（muerte cruzada）解散国民议会，冈萨雷斯提前离任。
在2023年大选中，冈萨雷斯被推举为公民革命运动总统候选人，搭档副总统候选人为安德烈斯·阿劳斯。她竞选时承诺将前总统科雷亚纳入政府核心。她在首轮投票中排名第一，进入第二轮后以47%的得票率败于丹尼尔·诺沃亚。选后她被选为该党主席，并再次在2025年大选中出战，总统竞选搭档为迭戈·博尔哈。她再次败给诺博亚，这次获得44%选票，并拒绝承认选举结果，指控存在舞弊但未提供证据。